# Eremisca autumnalis
Eremisca autumnalis là một loài ruồi trong họ Asilidae. Eremisca autumnalis được Zinovjeva miêu tả năm 1956. Loài này phân bố ở vùng Cổ Bắc giới.